# West Brompton
Cet article possède un paronyme, voir Brompton (homonymie).
Pour l’article homonyme, voir West Brompton (métro de Londres).
West Brompton est un district situé dans le Borough de Kensington et Chelsea.
Le nom se rapporte à la localité plus ancienne de Brompton à l'est, bien que les secteurs de South Kensington et de Earl's Court séparent West Brompton de son homonyme. Dans la première partie du XXe siècle, le secteur entre Knightsbridge et ici aurait été connu sous le nom Brompton.
Maintenant le centre de ce quartier est désigné  par la gare souterraine du métro. L'endroit le plus notable et historique est le Cimetière de Brompton. L'ancien centre d'exposition de Earl's Court (1937) se trouvait en face de la station, mais a son entrée principale plus à lest était généralement associé à la localité adjacente de Earl's Court. Il a été démoli en 2015 pour faire place à des dévelopeurs.
Il est desservi par le métro par la District Line.